# サンミュージック・アカデミー名古屋校

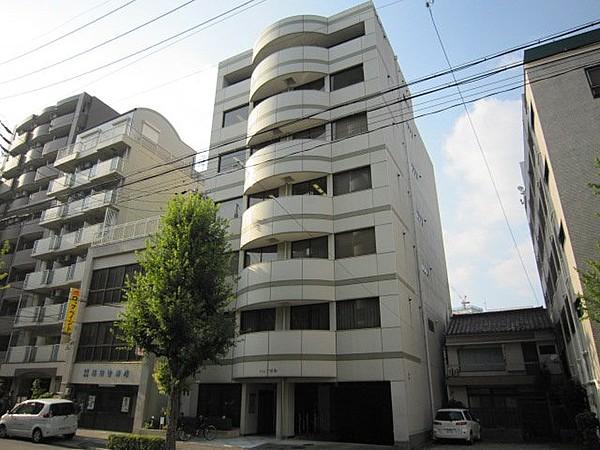
サンミュージック・アカデミー名古屋校が入るビル

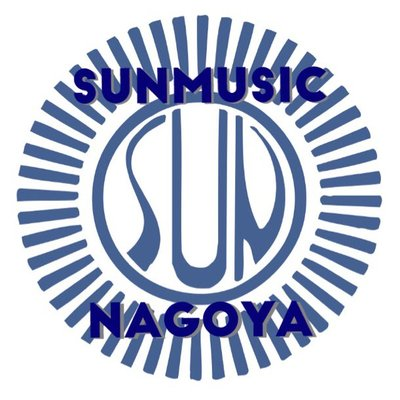

サンミュージック・アカデミー名古屋校（サンミュージック・アカデミーなごやこう）は、愛知県名古屋市にある芸能スクール。1999年開校。株式会社サンミュージック名古屋が運営している。東海地域で活動するローカルタレントおよびローカルアイドルも所属している。名古屋市内に本社とレッスンスタジオを所有する。

## 概要
1999年にサンミュージックプロダクション名古屋事業所として設立。東海地区から芸能界を目指す人に向けた芸能養成学校として開校されて、歌とダンスを中心に、モデル・アナウンス・演劇などのレッスンも行われている。SKE48の松井珠理奈、加藤るみ、講談社『with』専属モデルの垣内彩未ほか多数のタレント、モデル、俳優を輩出している。
2017年から株式会社株式会社サンミュージック名古屋を設立。代表取締役に東海地域で企業コンサル業を務める和田哲幸を迎えて、取締役にサンミュージックプロダクション代表の相澤正久、取締役統括部長の岡博之の新体制で「サンミュージック ・アカデミー名古屋校（東海地域本校）」として再スタート。 以前までは所属タレントが約30名の小規模だった
現在、所属タレントは約200名。今後1,000名を目標にしていると代表の和田は取材インタビューに答えている。「エンターテインメントに夢を持つ人たちを育てる環境づくりは手を抜かずにやっていく」とも言及。

## 沿革
- 1999年 – サンミュージックプロダクションの名古屋事業所として設立。芸能養成学校として開校[2]。
- 2017年5月 - 代表取締役・和田哲幸、取締役・相澤正久の新体制で「株式会社サンミュージック名古屋」（名古屋市中区）を設立[2]。
- 2018年11月 - ガールズユニット「Suneeds（サニーズ）」デビュー[3]
- 2018年11月 - 公式YouTubeチャンネル「サンミュージック名古屋」開設
- 2019年5月 – シニア劇団公演スタート[4]
- 2019年6月 - 伊賀流忍術集団「楽陽」デビュー
- 2020年11月 - 事務所主催でZepp Nagoyaイベント開催[3]
- 2020年12月 – ボーイズユニット「Vector（ヴェクトル）」デビュー[5]
- 2021年1月 – 毎週、シニア劇団の舞台公演をYouTubeチャンネルにて配信スタート[4]

## 事業内容
1. 芸能タレント等のマネジメント[2]
2. 芸能タレントの育成[2]
3. 芸能タレントの養成所の経営[2]
4. 芸能イベントの運営及び管理[2]
5. 雑誌・書籍・CD・DVDなどの制作および出版[2]
6. 「ステージ&カフェ 半熟王子」経営

### ステージ&カフェ 半熟王子
ステージ&カフェ 半熟王子は、サンミュージック・アカデミー名古屋校が経営するコンセプトカフェ。愛知県名古屋市熱田区金山町に在る。
アイドルやタレント志望の男子（以降、「キャスト」）が接客を行っており、客はには来店時に「経験値メダル」を渡され、メダルを客の「推し」キャストに渡す。キャストは獲得したメダルの数に応じてランクが上がり、ウエイター業務時やステージパフォーマンス時の衣装が変化する。特定ライク以上のキャスト3人でアイドルユニットを結成すると、オリジナル楽曲が提供され、芸能界デビューの足がかりとなる。
なお、店舗の在る金山駅 (愛知県)周辺は、南口の広場には夜になるとストリートミュージシャンたちが演奏することもあるが、繁華街の栄、名古屋駅やアニメ・ゲームなどのショップが軒を連ねる大須のようなコンカフェの営業に適したエリアとは言い難い。キャストのレッスン場やサンミュージック・アカデミー名古屋校本社から近いというだけの理由によるものである。

## コース
- ベビーモデル
- 幼児リズム＆ダンス
- タレント養成（小学生低学年）
- タレント養成（小学生高学年）
- 総合タレント
- モデル
- ヴォーカル
- シニア

## タレント
出典
※順不同

### キッズ
- 吉沢柚蘭
- 須田和禾
- 澤田結奏
- 鈴木アネラ
- 山田結稀
- 吉沢藤吾
- 松本結依
- 松島正治
- 須田未咲
- 松本咲
- 中川えみり
- 田中来愛
- 秋田典亨
- 浅田華凛
- 横尾愛翔
- 古嵜悠翔
- 稲垣慧
- 河路英奈
- 髙見莉菜
- 廣瀬愛音
- 石黒照梧
- 野田粋
- あいり
- 服部真陽
- 小関龍翔
- 桑原彩
- 鈴木海翔
- 佐藤綾香
- 野沢凌央
- 松尾梨夏

### ヤング
- 福永紗希
- 藤坂まりの
- 馬場舞歌
- 七瀬はるか
- 佐藤光記
- 佐藤仁音
- 置田啓人（Vector）
- 大橋知佳
- 結城望夢
- 塚本里奈
- 中村夕愛
- 武藤倫子
- 鈴木璃子
- 鈴木珠莉（Vector）
- 飯母雷矢（Vector）
- 大場寛也（Vector）
- 近藤蓮（Vector）
- 岡島俊介
- 下垣内優
- 安田朱里
- メンデス･レイエス･ジュニオル
- 久保愛
- 近藤夏帆
- 綱取杏香
- 紅谷優奈
- 林巧真（楽陽）
- 永田愛莉咲
- 田中瑠紫愛（Suneeds）
- 松本悠希
- 秋空咲帆
- 安井綾乃
- 高井里奈（Suneeds）
- 早川奈桜
- 鈴木絵理奈
- 松岡瑞季
- 山口京夏
- 磯部圭佑
- 掛布古都花
- 吉田憲祐
- 朝日奈ゆうり
- 西澤ひろ（Suneeds）
- 神元美涼
- 辻和希
- 糸井龍之介
- 古田衣美
- 大参もりえ
- 松田藍（Suneeds）
- 神田素見
- 高井泉帆
- 野地歩夢
- 藤原裕磨
- 横山直歩
- 姫野麗羅
- 原柊平
- 小林愛友里
- 丸山正悟
- 髙橋逢来
- 北市颯
- 大池美穂
- 鈴木真珠
- 鬼塚寧々

### ミドル
- 牧田秀行
- 山田梨果
- 榊原優華
- 中山卓哉
- 若森安菜
- 内山愛優
- 竹中彩
- 秋田卓郎
- 杉原彩夏
- 岡﨑陽子（楽陽）※あづ紗
- 坂井雄哉
- 瀬三朗（楽陽）
- 今泉良彦
- 鈴木美那子
- 堀仁美
- 近藤将裕
- 齋藤枝里
- 佐藤奈菜
- 奥村幸司
- 宇佐美里奈
- 市川雄三（楽陽）※雄蔵
- 藤津康宏
- 丸山剛
- 松林栄一
- 鈴木雅也
- 平野美奈
- 竹中ひろみ
- 小川達也
- 岩田和丈
- 安達聡子
- 旭堂鱗林（業務提携）
- 近藤緑

### シニア
- 西脇瑞紀
- 鈴木久美
- 平林佐智子
- 末吉康治
- 寺田美香
- 岡田一彦
- 奥野かおる
- 五十川茂香
- 堀優子
- 高瀬英竹
- 小久保千鶴
- 岩井久美子
- 中野佑美
- 田村学
- 酒向竜央
- 深澤一登
- 太田政彦
- 水谷正
- 三浦景子
- 服部智
- 橋本峰和
- 大山道代
- 堀田広美
- 入谷敏代
- 瀬戸深雪
- 村治孝昭
- 岩下より子
- 今枝京子
- 牧野徹也
- 上野一紀
- 上島洋子
- 平松弘子
- 小林知子
- 神谷幸雄
- 三輪恵子
- 奥村真知子
- 大橋精二
- 野田惠子
- 岩﨑千里
- 永恋
- 伊藤明光
- 浅井たみ子
- 高木敏雄
- 加瀬ゆうこ
- 野田哲男
- 坂本義昭
- 西村稔
- 門前寛夫
- 井上明子
- 巾美恵子

## ユニット

### Suneeds（サニーズ）
- 『あなたの太陽になりたい』をコンセプトに株式会社サンミュージック名古屋初のダンス＆ボーカルユニット[3]。
- 2018年11月12日デビュー[3]。

### 楽陽
- 殺陣やアクションを得意とした伊賀流忍術集団
- 忍びの里『伊賀』で忍者としての『心・技・体』を習得
- 2019年6月29日デビュー。

### Vector（ヴェクトル）
- 5人組ダンス＆ヴォーカルボーイズユニット[5]。
- 『Venture of creative to be realize（冒険的企てを実現する）』という意味の英語の頭文字の組み合わせによる単語がグループ名の由来[5]。
- 2020年12月12日デビュー[5]。

## 主な卒業生
- 松井珠理奈（元SKE48）
- 垣内彩未（講談社『with』専属モデル）
- 加藤るみ（元SKE48）
- 小松美咲（タレント）
- 松原陽子（タレント）